# Гарлем (Нью-Йорк)

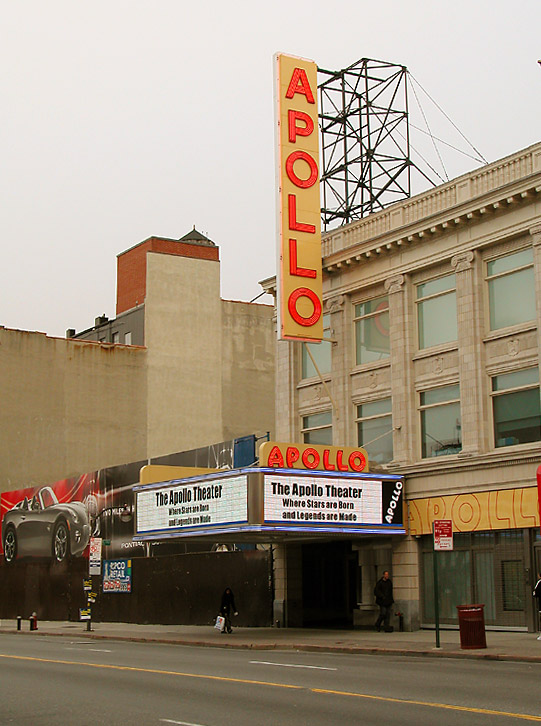
Театр Аполло на 125-й вулиці в Гарлемі

Га́рлем (англ. Harlem) — квартал боро Мангеттена в Нью-Йорку (США), населена головним чином афроамериканцями розташована на північному сході острова Мангеттен.
Спочатку Гарлем — село, засноване нідерландцями (1636), які назвали місцевість на честь міста в Нідерландах (нід. Haarlem). Голландці привезли сюди першу партію африканських рабів. У 1731 село увійшло до складу Нью-Йорка.
На початку 20 століття Гарлем перетворився на «чорне гето». Масова міграція чорношкірого населення відбувалася за участі Афро-Американської рієлторської компанії. Однією з причин переселення були антиафроамериканські заворушення на початку 1900-их років.
В 1930-ті роки Гарлем став центром індустрії розваг, але після війни почав швидко занепадати й незабаром перетворився на бідний район із високою злочинністю, низьким рівнем життя, поганими соціальними службами. Проте небажання власників житла в інших районах міста здавати квартири чорному населенню призвело до того, що квартирна плата в Гарлемі почала перевищувати середню в місті. Ті ж причини зумовили перенаселення, брак шкіл і лікарень, високу дитячу смертність.
Врешті-решт у 70-80-их роках 20 століття погані умови життя змусили мешканців переселятися деінде й густота населення в Гарлемі різко зменшилася. Від багатьох будинків залишилися самі стіни. З кінця 1990-их ціни на нерухомість знову підвищилися, скуповуються старі розвалені будинки, зростає кількість новобудов. Серед причин цього явища називають те, що великий капітал скупив уже майже все на Мангеттені й шукає іншого розміщення грошей.
Гарлем був одним із центрів афроамериканського руху за права в США: найбільші виступи відбулися восени 1959 на знак протесту проти сегрегації в галузі освіти, влітку 1964 після вбивства поліціянтами чорношкірого підлітка, а також навесні 1968 у зв'язку з убивством лідера афроамериканського руху Мартіна Лютера Кінґа.
Гарлем також тісно пов'язаний з музикою. Відомі вихідці з Гарлему: Біллі Голідей, Луї Армстронґ, Дюк Еллінґтон, Елла Фіцджеральд, Тупак Шакур.

## Галерея

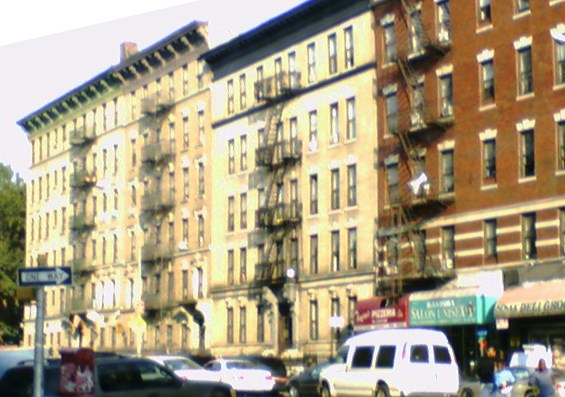
Вулиця Гарлем 1723
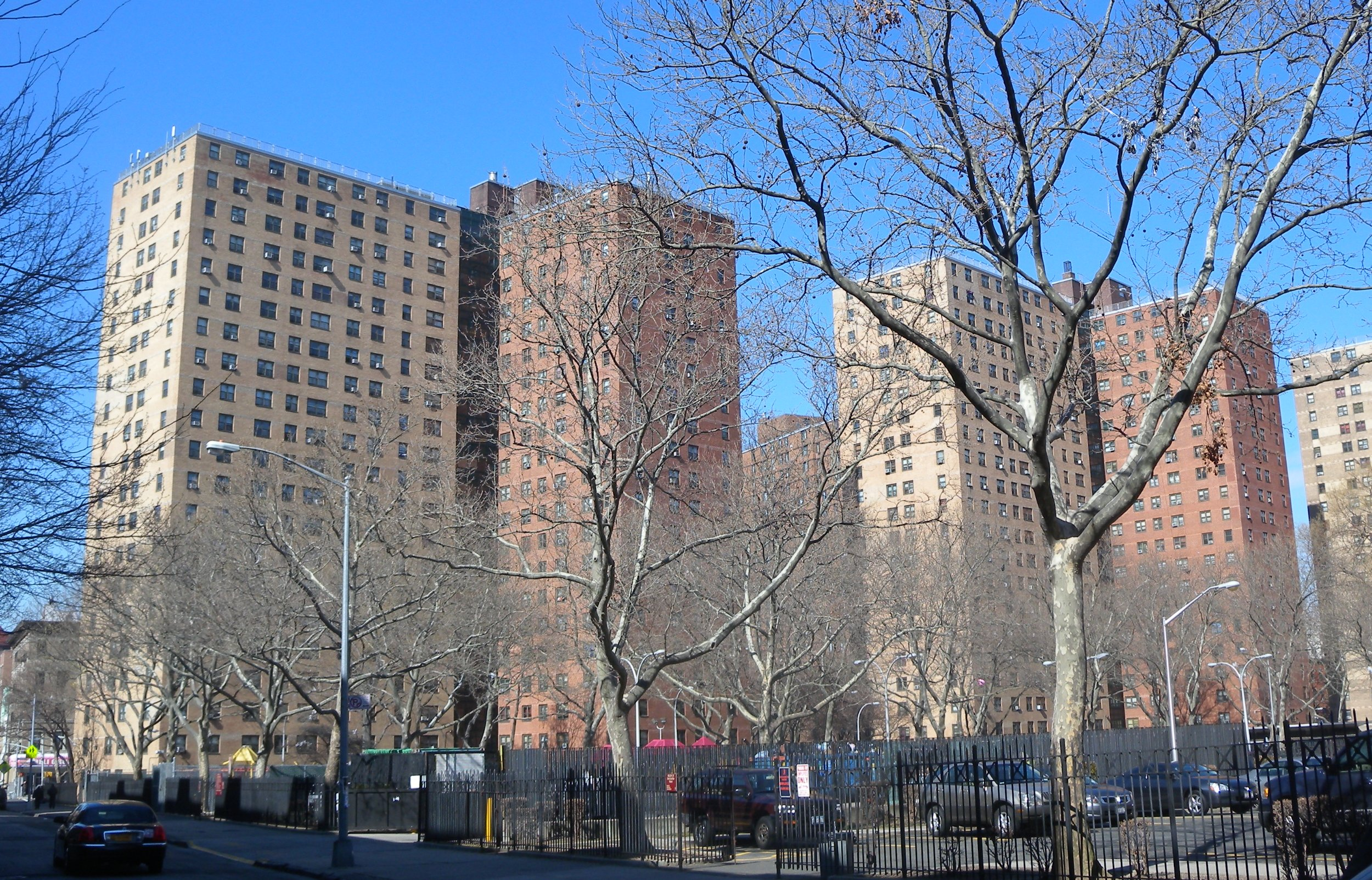
Будинки у центральному Гарлемі побудовані в межах проекту NYCHA[en]
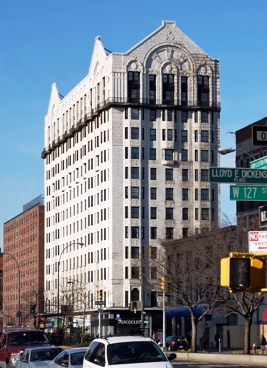
Готель Тереза[en]
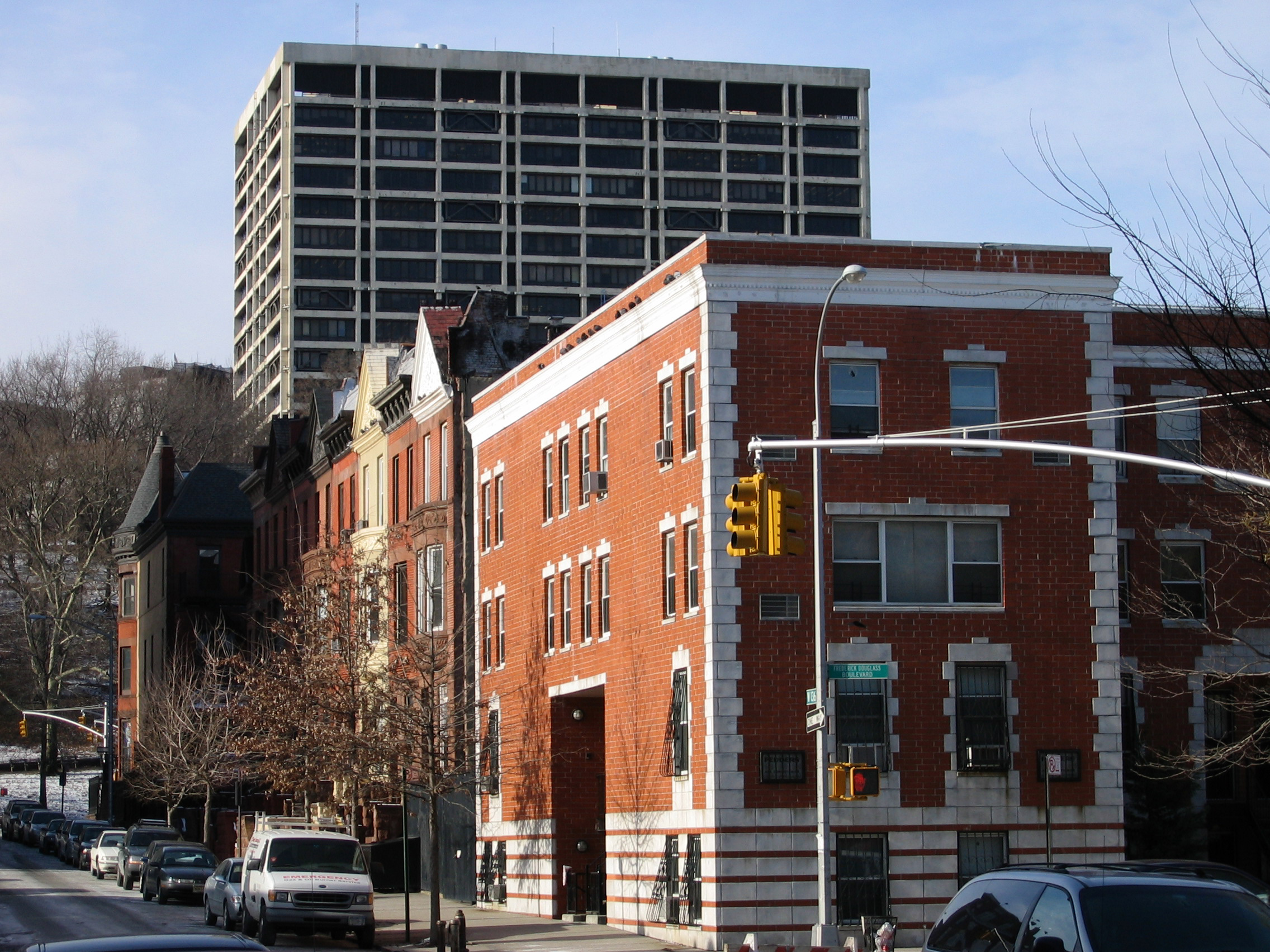
136 вулиця. Гарлем